# Nendo
L'isola di Nendö (conosciuta anche come Ndende o anche semplicemente come isola Santa Cruz) è un'isola di origine vulcanica dell'oceano Pacifico, nelle Isole Salomone, la principale dell'arcipelago delle isole Santa Cruz.
È per lo più coperta da foreste con numerosi corsi d'acqua. Il centro principale, Lata, è ubicato lungo la costa occidentale.
La popolazione dell'isola è di circa 10.000 abitanti, che parlano le lingue natügu, nalögu e nanngu, facenti parte del gruppo Temotu delle lingue oceaniche.

## Storia
L'isola fu scoperta il 7 settembre 1595 dal navigatore spagnolo Álvaro de Mendaña de Neira, durante il suo secondo viaggio nel Pacifico sud.
All'epoca della scoperta l'attività eruttiva del vicino vulcano di Tinakula causò la perdita di una delle quattro navi che costituivano la spedizione.
Álvaro de Mendaña tentò, senza successo, di stabilire un insediamento sull'isola, sulla baia di  Graciosa. Rapidamente però si produssero disordini tra i coloni che portarono all'uccisione del comandante del campo. Lo stesso Álvaro de Mendaña si ammalò e morì sull'isola il 18 ottobre 1595.
La colonia fu abbandonata subito dopo.
Dei 378 membri dell'equipaggio, 48 morirono nel giro di un mese a causa delle febbri malariche.

## Struttura sociale
L'organizzazione sociale delle popolazioni indigene melanesiane, ed in particolare di quelle che abitavano l'isola di Nendo, è stata diffusamente descritta dall'antropologo inglese William Rivers nella sua opera The history of Melanesian society.
Gli indigeni che abitavano l'isola di Nendo erano divisi in quattro classi sociali, chiamati nau e precisamente:
- mbu, che prendeva il nome da un pesce diffuso nella zona;
- mbua, o squalo;
- mbembla, un pesce simile al Sillago Maculata, di colore rosso;
- tambao, o papaya.

Gli appartenenti a ciascun nau non potevano mangiare il rispettivo pesce o la pianta che dava il nome al proprio gruppo, oltre ad avere una serie di ulteriori restrizioni in campo alimentare. Ad esempio, gli appartenenti al gruppo mbu non potevano mangiare il polpo, né un serpente marino chiamato vo.
Inoltre non erano consentite unioni matrimoniali tra membri dello stesso gruppo. L'appartenenza ad un nau si trasmetteva per via paterna.

## Terremoto delle isole Santa Cruz del 2013
Il 6 febbraio 2013 un violento terremoto di magnitudo 8.0 con epicentro al largo della costa occidentale dell'isola ed il conseguente tsunami, hanno causato la morte di 10 persone. Lo tsunami ha causato onde di circa 1,5 metri che hanno investito Lata e gli altri villaggi costieri dell'isola e che hanno causato l'allagamento dell'aeroporto, oltre a determinare la sospensione del servizio idrico ed elettrico.